# 215 Batalion Wsparcia Brygady (USA)
215 Batalion Wsparcia Brygady (ang. 215th Brigade Support Battalion „Blacksmiths”) – batalion wsparcia Armii Stanów Zjednoczonych, aktualnie przydzielony do 3 Pancernej Brygadowej Grupy Bojowej „Grey Wolf” 1 Dywizji Kawalerii (2nd Armored Brigade Combat Team, 1st Cavalry Division).

## Historia
215 batalion wsparcia został utworzony w regularnej armii jako 215th Composite Service Battalion (Support) 30 czerwca 1971 w Wietnamie i przydzielony do 1 Dywizji Kawalerii. Batalion zapewniał wsparcie bojowe 3 Brygady podczas operacji wojskowych  w Republice Wietnamu, obejmujące między innymi usługi administracyjne, dystrybucję dostaw i wsparcie medyczne. Oprócz wsparcia brygady kompania medyczna batalionu uczestniczyła również w misji wsparcia medycznego dla ludności Wietnamu.
30 czerwca 1972 po powrocie z Wietnamu bez wyposażenia został dezaktywowany w Oakland Army Base w Kalifornii.
16 grudnia 1991 215th Composite Service Battalion został reaktywowany jako 215th Support Battalion (Forward) w Fort Hood w Teksasie. Misją batalionu było zapewnienie wsparcia logistycznego 3 Brygady jako części wsparcia dowodzenia 1 Dywizji Kawalerii (DISCOM).
W marcu 2004 batalion przemieszczony został do Kuwejtu i po dodatkowym szkoleniu wyruszył w drogę do Iraku rozpoczynając działalność w Bagdadzie. W trakcie misji batalion zapewniał różnorodne wsparcie 3 BCT i innych jednostek w swoim rejonie odpowiedzialności, przemierzając drogi był narażony na ataki z użyciem improwizowanych ładunków wybuchowych (IED) podczas organizowanych zasadzek. Kilka razy w tygodniu batalion przeprowadzał konwoje na międzynarodowe lotnisko w Bagdadzie skąd odbierał paliwo w dużych ilościach w celu zapewnienia wsparcia paliwowego dla wszystkich jednostek w ramach 3 Brygady.
Po powrocie z Iraku, 15 lipca 2005 w ramach transformacji armii amerykańskiej 215 batalion został dezaktywowany wraz z dowództwem wsparcia 1 Dywizji Kawalerii.
Ponownie reaktywowany 16 października 2005 jako 215 Batalion Wsparcia Brygady – organiczny element wsparcia dla zreorganizowanej i przeprojektowanej 3 Brygady 1 Dywizji Kawalerii.

## Kampanie i wyróżnienia
| Konflikt         | Wstęga | Kampania                                                      |
| ---------------- | ------ | ------------------------------------------------------------- |
| Wojna wietnamska |        | Kontrofensywa VII Consolidation I Consolidation II Cease-Fire |

### Odznaczenia
| Medal                                               | Wstęga | Inskrypcja na wstędze |
| --------------------------------------------------- | ------ | --------------------- |
| Presidential Unit Citation – baretka wojsk lądowych |        | FALLUJAH              |
| Meritorious Unit Commendation                       |        | VIETNAM 1971          |
| Krzyż Waleczności z palmą (Rep. Wietnamu)           |        | VIETNAM 1971 – 1972   |

## Struktura organizacyjna
Skład 2020
- kompania dowodzenia (HHC)
- kompania A
- kompania B
- kompania C
- kompania D dołączona do 6 szwadronu 9 pułku kawalerii
- kompania E dołączona do 3 batalionu inżynieryjnego
- kompania F dołączona do 2 batalionu 82 pułku artylerii polowej
- kompania G dołączona do 2 batalionu 7 pułku kawalerii
- kompania H dołączona do 3 batalionu 8 pułku kawalerii
- kompania J dołączona do 1 batalionu 12 pułku kawalerii